# Liste der Kulturdenkmale in Kopstal
In der Liste der Kulturdenkmale in Kopstal sind alle Kulturdenkmale der luxemburgischen Gemeinde Kopstal aufgeführt (Stand: 28. September 2022).

## Kulturdenkmale nach Ortsteil

### Bridel
| Bild           | Bezeichnung   | Lage                                  | Beschreibung | Stufe | Eingetragen seit |
| -------------- | ------------- | ------------------------------------- | ------------ | ----- | ---------------- |
| Weitere Bilder | Erlöserkirche | rue François-Christian Gerden (Karte) |              | PCN   | 21. Juni 2017    |
| Dickes-Haus    | Dickes-Haus   | 4, op der Dresch (Karte)              |              | PCN   | 1. März 2019     |

### Kopstal
| Bild           | Bezeichnung               | Lage                     | Beschreibung | Stufe | Eingetragen seit  |
| -------------- | ------------------------- | ------------------------ | ------------ | ----- | ----------------- |
|                | Archäologische Fundstätte | Muesbierg (Karte)        |              | PCN   | 6. September 2018 |
| Weitere Bilder | Kirche St-Nicolas         | 30, rue de Saeul (Karte) |              | PCN   | 20. November 2020 |
| Gebäude        | Gebäude                   | 34, rue de Saeul (Karte) |              | IS    | 9. September 2009 |

Legende: PCN – Immeubles et objets bénéficiant des effets de classement comme patrimoine culturel national; IS – Immeubles et objets inscrits à l’inventaire supplémentaire

## Quelle
- Liste des immeubles et objets beneficiant d’une protection nationales, Nationales Institut für das gebaute Erbe, Fassung vom 12. September 2022, S. 63 (PDF)

- Karte mit allen Koordinaten:
- OSM |
- WikiMap